# Cainocreadium gasterostei
Cainocreadium gasterostei är en plattmaskart. Cainocreadium gasterostei ingår i släktet Cainocreadium och familjen Opecoelidae. Inga underarter finns listade i Catalogue of Life.